# Oblast Oeralsk
De oblast Oeralsk (Russisch: Уральская область, Oeralskaja oblast) was een oblast van het keizerrijk Rusland. De oblast betond van 1868 tot 1920. De oblast ontstond uit het westelijke deel van het gebied van de Oeral-Kozakken en ging op in de oblast Batıs Qazaqstan. De oblast grensde aan het gouvernement Orenburg, het gouvernement Samara, het gouvernement Astrachan,  de Kaspische Zee, de Oblast Toergaj, het Aralmeer en de oblast Transkaspië. De hoofdstad was Oeralsk, nu Oral (in het Kazachs).